# Bira Tengah
Bira Tengah is een bestuurslaag in het regentschap Sampang van de provincie Oost-Java, Indonesië. Bira Tengah telt 8510 inwoners (volkstelling 2010).